# Cantó de La Guerche-sur-l'Aubois
El cantó de La Guerche-sur-l'Aubois és un cantó francès del departament del Cher, situat al districte de Saint-Amand-Montrond. Té 9 municipis i el cap és La Guerche-sur-l'Aubois.

## Municipis
- Apremont-sur-Allier
- La Chapelle-Hugon
- Le Chautay
- Cours-les-Barres
- Cuffy
- Germigny-l'Exempt
- La Guerche-sur-l'Aubois
- Jouet-sur-l'Aubois
- Torteron

## Història
| Data d'elecció                           | Identitat         | Partit  | Qualitat |
| ---------------------------------------- | ----------------- | ------- | -------- |
| 1945-1951                                | Frédéric Chauveau | PCF     |          |
| 1951-1976                                | Gaston Portugale  | radical |          |
| 1976-1994                                | Christian Gigot   | PCF     |          |
| 1994-2008                                | Daniel Devoize    | PCF     |          |
| 2008-                                    | Serge Méchin      | PS      |          |
| les dades anteriors no són pas conegudes |                   |         |          |
|                                          |                   |         |          |

## Demografia
| A partir de 1990: Població sense dobles comptes |